# Нінго
Нінго (кит. спр. 宁国市, піньїнь: Níngguó Shì) — місто-повіт в китайській провінції Аньхой, складова міста Сюаньчен.

## Географія
Нінго розташовується на висоті близько 50 метрів над рівнем моря, лежить на річці Шуйянцзян.

### Клімат
Місто знаходиться у зоні, котра характеризується вологим субтропічним кліматом. Найтепліший місяць — липень із середньою температурою 27 °C. Найхолодніший місяць — січень, із середньою температурою 0.2 °С.
| Клімат Нінго            | Клімат Нінго | Клімат Нінго | Клімат Нінго | Клімат Нінго | Клімат Нінго | Клімат Нінго | Клімат Нінго | Клімат Нінго | Клімат Нінго | Клімат Нінго | Клімат Нінго | Клімат Нінго | Клімат Нінго |
| Показник                | Січ.         | Лют.         | Бер.         | Квіт.        | Трав.        | Черв.        | Лип.         | Серп.        | Вер.         | Жовт.        | Лист.        | Груд.        | Рік          |
| Середній максимум, °C   | 5,2          | 8,6          | 14,1         | 21,3         | 26,6         | 30,8         | 31,6         | 30,6         | 26,8         | 21,7         | 14,2         | 7,4          | 19,9         |
| Середня температура, °C | 0,2          | 3,3          | 8,5          | 15,3         | 20,7         | 25,1         | 27           | 26,1         | 21,4         | 15,5         | 8,3          | 2,2          | 14,5         |
| Середній мінімум, °C    | −3,4         | −0,6         | 3,8          | 9,9          | 15,2         | 20,2         | 23,5         | 22,6         | 17,3         | 10,7         | 3,8          | −1,5         | 10,1         |
| Норма опадів, мм        | 14.9         | 19.8         | 28.3         | 33.4         | 71           | 99           | 185.3        | 146.2        | 69.8         | 39.2         | 27           | 12.7         | 746.6        |
| Вологість повітря, %    | 68           | 65           | 64           | 64           | 69           | 69           | 81           | 83           | 78           | 74           | 71           | 69           | 71.3         |
| ----------------------- | ------------ | ------------ | ------------ | ------------ | ------------ | ------------ | ------------ | ------------ | ------------ | ------------ | ------------ | ------------ | ------------ |
| Джерело: data.cma.cn    |              |              |              |              |              |              |              |              |              |              |              |              |              |